# Julia Herr

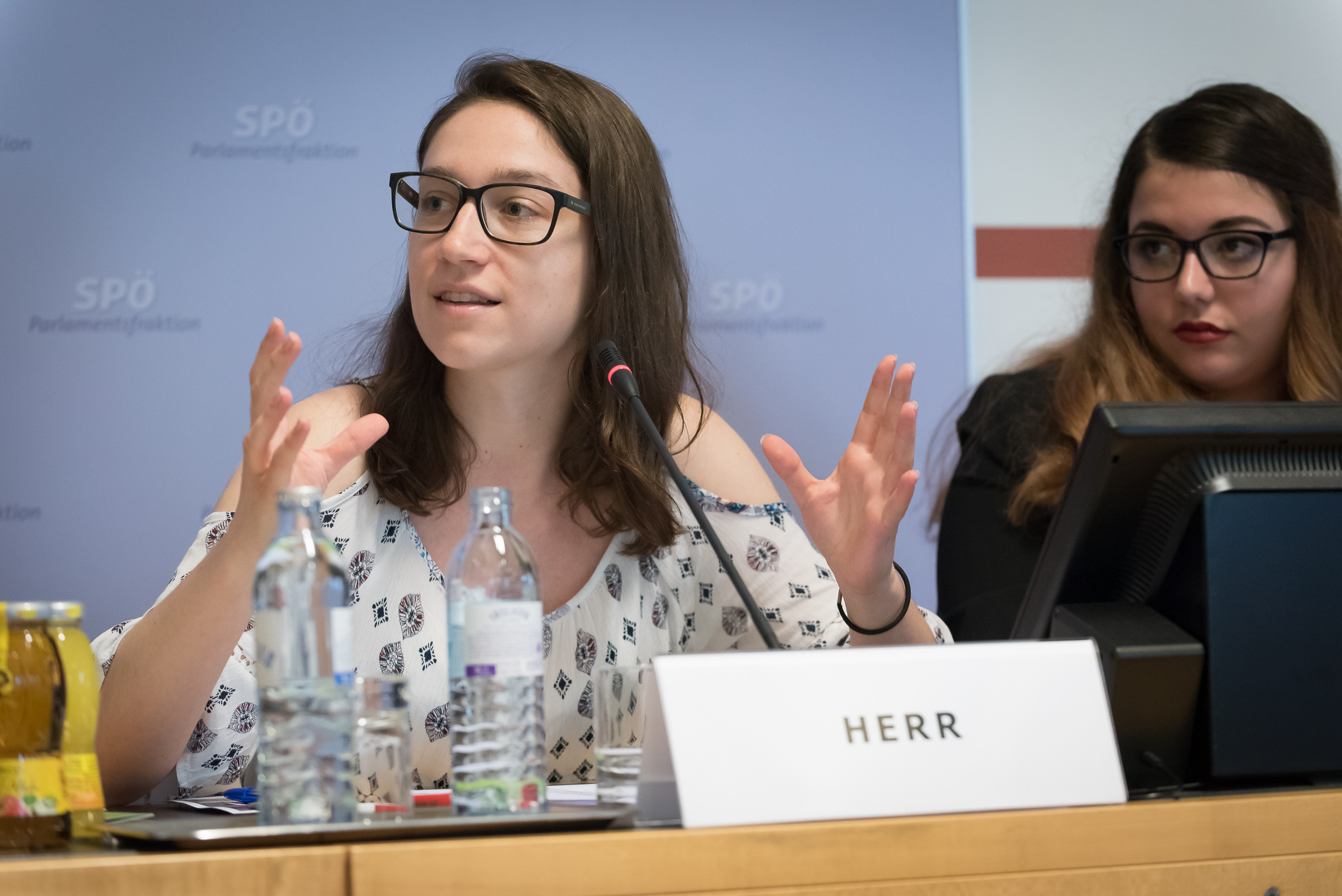
Julia Herr im Jahr 2016 bei einer Enquete des SPÖ-Parlamentsklubs zum Thema Hass im Netz.

Julia Elisabeth Herr (* 28. November 1992 in Sigleß, Burgenland) ist eine österreichische Politikerin (SPÖ). Von 2014 bis 2020 war sie Verbandsvorsitzende der Sozialistischen Jugend Österreich (SJÖ) und die erste Frau an der Spitze der SJÖ. Von 2016 bis 2018 war sie Vorsitzende der Bundesjugendvertretung. Sie war auf Listenplatz 6 des Wahlvorschlags und damit Kandidatin der SPÖ bei der Wahl zum Europäischen Parlament im Mai 2019. Herr ist seit Oktober 2019 Abgeordnete zum österreichischen Nationalrat und seit Juni 2023 zusammen mit Eva-Maria Holzleitner Stellvertretende Klubvorsitzende des SPÖ Parlamentsklubs.

## Leben und politische Laufbahn
Julia Herr maturierte am BG BRG Hochstraße in Mattersburg. Sie ist Studentin der Soziologie an der Universität Wien. In der Sozialistischen Jugend Österreichs begann sie zunächst auf lokaler Ebene in der Ortsgruppe Pöttsching sowie als frauenpolitische Beauftragte der Sozialistischen Jugend Burgenland. Ab 2011 war sie österreichweit als frauenpolitische Beauftragte aktiv.

### Vorsitzende der Sozialistischen Jugend
Beim 35. Ordentlichen Verbandstag der Sozialistischen Jugend Österreich im Mai 2014 in Graz setzte sich Herr knapp mit 54 Prozent gegen die Oberösterreicherin Fiona Kaiser durch und wurde mit 21 Jahren einerseits jüngste Vorsitzende und andererseits auch die erste Frau an der Spitze der SJ. Herr bescheinigte der SPÖ ein Glaubwürdigkeitsproblem und forderte bei mangelnder Durchsetzungsfähigkeit den Ausstieg aus der Koalition mit der ÖVP. In ihrem Wahlprogramm forderte sie eine demokratische, marxistische und feministische Ausrichtung der SJÖ. Sie forderte die Verstaatlichung sämtlicher Banken sowie der Schlüsselindustrien und nannte als Vorbild Venezuela.
Erstes großes Medienecho erlangte Herr 2015 durch ein YouTube-Video, das zeigt, wie Bildungs- und Frauenministerin Gabriele Heinisch-Hosek beim SPÖ-Bundesparteitag im März 2014 Herr, die als Gastrednerin gekommen war, von der Bühne verwies.
Am 36. Ordentlichen Verbandstag der Sozialistischen Jugend Österreich am 12. und 13. März 2016 in St. Pölten wurde sie mit 82,72 Prozent wiedergewählt.
Am 37. Ordentlichen Verbandstag der Sozialistischen Jugend Österreich, der am 14. und 15. April 2018 stattfand, wurde Herr mit ihrem bisher besten Ergebnis von 87,07 Prozent in ihre dritte Amtszeit als Vorsitzende wiedergewählt.
Im Februar 2020 folgte ihr Paul Stich als Vorsitzender der Sozialistischen Jugend nach.

### Bundesjugendvertretung
Herr wurde 2016 Vorsitzende der Bundesjugendvertretung, die Bekämpfung von Jugendarbeitslosigkeit und Jugendarmut waren ihr in dieser Funktion ein wichtiges Anliegen. Zwischen 2014 und 2016 war sie bereits Sprecherin des Frauenkomitees der Bundesjugendvertretung.
Bei der Vollversammlung der Bundesjugendvertretung am 22. März 2018 wurde Caroline Pavitsits als Nachfolgerin von Julia Herr zur Vorsitzenden der Bundesjugendvertretung gewählt.

### Nationalratswahl 2017
Herr gab am 21. Juli 2017 bekannt, sich um ein Nationalratsmandat der SPÖ bei der Nationalratswahl 2017 zu bewerben. Herr kandidierte auf dem 16. Listenplatz und führte einen Vorzugsstimmen-Wahlkampf.
In diesem forderte sie, mehr auf „die tatsächlichen Sorgen der jungen Menschen einzugehen, welche sich vielmehr um Lehrstellen, Jobs und leistbare Wohnungen drehten.“ Finanziert werde solle dies dadurch, dass „Banken und Konzerne ihren Beitrag leisten müssen.“
Sie bekam 2607 Vorzugsstimmen. Obwohl von den ihr Vorgereihten nur der damalige Bundeskanzler Kern (67.227) und die damalige Bundesministerin Pamela Rendi-Wagner (2709) mehr Stimmen erhielten, verpasste sie damit den Einzug in den Nationalrat.

### Europawahl 2019
Am 18. Oktober 2018 gab die SPÖ bekannt, dass Herr auf dem 6. Listenplatz für die Wahl zum Europäischen Parlament am 26. Mai 2019 kandidieren wird. Julia Herr erhielt 19.416 Vorzugsstimmen und damit die zweitmeisten aller SPÖ-Kandidaten und die sechstmeisten aller Kandidaten.

### Nationalratswahl 2019
Am 10. Juli 2019 wurde bekannt gegeben, dass Herr auf dem 7. Listenplatz der SPÖ-Bundesliste kandidieren wird.
Weiters wurde Herr 2019 Spitzenkandidatin in Penzing und Listenzweite im Regionalwahlkreis Wien Süd-West. Im Zuge ihrer Vorstellung waren ihre zentralen Aussagen:

„Ich kandidiere und kämpfe dafür, dass die Interessen der Menschen im Land mehr wert sind als die Profitinteressen von einigen wenigen. Wohnungen sind zum Wohnen da, nicht zum Spekulieren. Wir müssen den Umbau unseres Staates in Richtung Selbstbedienungsladen für Millionäre stoppen. Politik darf nicht käuflich sein, und Wahlen dürfen nicht durch Spenden von Konzernchefs in Millionenhöhe entschieden werden. Hier braucht es klare Obergrenzen für Spenden und Wahlkampf-Budgets.“

## Politische Positionen

### Gesellschaft
Herr veranstaltete eine „Bier-für-Ehe-öffnen“-Demonstration für die Öffnung der Ehe für Homosexuelle vor der ÖVP-Zentrale. 2016 unterstützte Herr die Anliegen zahlreicher Freiwilligenorganisationen und nahm an der überparteilichen Pressekonferenz von Rettet die Vereinsfeste teil, wo sie sich für vereinsfreundlichere Regelungen aussprach. 2017 sprach sie sich unter anderem für einen bundesweiten einheitlichen Jugendschutz und ein Rauchverbot in Lokalen aus. Herr befürwortet die Legalisierung von Cannabis als Rauschmittel.
Im Zuge des erfolgreichen Abschneidens des österreichischen Fußballnationalteams der Frauen bei der EM 2017 sprach sich Herr für die vermehrte Förderung des professionellen und schulischen Frauenfußballs in Österreich aus.
In einer Veröffentlichung auf einer Parteiwebsite spricht sich Herr gegen ein Kopftuchverbot aus, da dieses die Wahlfreiheit der Betroffenen beschränke und Gehaltsunterschiede zwischen Mann und Frau eine schwerere Form der Diskriminierung von Frauen darstellen würden. In ihrer Rede betonte sie, dass laut kleinezeitung „derzeit mit Hetze gegen MigrantInnen, gegen Flüchtlinge oder gegen den Islam Wahlen gewonnen werden, Sozialabbau aber Migranten genauso wie Arbeitslose und Niedrigverdiener treffe. Am Ende würden nur Reiche und Konzerne profitieren“.

### Wirtschaft
2014 forderte Julia Herr Verstaatlichung sämtlicher Banken sowie der Schlüsselindustrien und nannte als Vorbild Südamerika. 2018 wiederholte Herr diese Forderung, formulierte ihre Unterstützung für die Forderung des deutschen SPD-Funktionärs Kevin Kühnert nach einer Verstaatlichung von Teilen des Immobilienmarkts, erklärte aber, dass ihr Vorbild „nicht die DDR sei“.
Sie lehnt die Freihandelsabkommen CETA und TTIP strikt ab und ist für die Erhöhung des Mindestlohns. Herr unterstützte die von der SPÖ vor der EU-Wahl 2019 erhobene Forderung nach einem Green New Deal.

### Struktur und Ausrichtung der SPÖ
Innerhalb der SPÖ fordert Herr die Einhaltung der Frauenquote. 2018 kritisierte Herr, dass sich die „historische Aufgabe, den Kapitalismus zu überwinden“, nicht im neuen Parteiprogramm der SPÖ wiederfände.

### Ukrainekonflikt
2014 bekundete Julia Herr in einer Presseaussendung: „Seit dem von der EU unterstützten Putsch scheint in der Ukraine Narrenfreiheit für bewaffnete faschistische Banden zu herrschen. Wann wird der nicht demokratisch legitimierten Regierung in Kiew endlich der Riegel vorgeschoben?“ und forderte die Regierung auf, nicht „nach Geschmack von NATO, EU und USA auf einen einseitigen Russland-feindlichen Kurs aufzuspringen“, und meinte, dass ein „Russland-feindliche[r] Kurs (...) eine Schande für ein neutrales Land wie Österreich sei“.

## Auszeichnungen
- Leading Ladies Award 2014[38]